# Bihar Sharif
Bihar Sharif (oficialmente, Biharsharif) es una ciudad de la India situada en el distrito de Nalanda, en el estado de Bihar. Según el censo de 2011, tiene una población de 297 268 habitantes.
Es la sede administrativa del distrito.